# DFB-Hallenpokal 1998
Der DFB-Hallenpokal 1998 war die elfte offizielle Austragung dieses Wettbewerbes, der vom DFB durchgeführt wurde. Das Endrundenturnier fand vom 17. und 18. Januar in der Münchener Olympiahalle statt und endete mit dem 4:3-Finalsieg von Hansa Rostock über den FC Schalke 04.

## Teilnehmer
An der Endrunde nahmen folgende zwölf Mannschaften teil:
| Gesetzte Teams - Deutscher Meister Bayern München - Titelverteidiger 1. FC Kaiserslautern | Qualifizierte Teams - Turnier in Leipzig (Messehalle 1) am 2./3. Januar Werder Bremen & Fortuna Düsseldorf - Turnier in Dortmund (Westfalenhalle) am 3./4. Januar FC Gütersloh & VfL Bochum - Turnier in Stuttgart (Hanns-Martin-Schleyer-Halle) am 6./7. Januar SpVgg Unterhaching & VfB Stuttgart - Turnier in Oberhausen (Arena Oberhausen) am 9./10. Januar FC Schalke 04 & Fortuna Köln - Turnier in Berlin (Max-Schmeling-Halle) am 10./11. Januar Hansa Rostock & FC Carl Zeiss Jena |

## Modus
In der Vorrunde wurde in vier Gruppen mit jeweils drei Teams gespielt, die nach dem Modus „Jeder gegen Jeden“ bei zweimal 10 Minuten die Teilnehmer für das Viertelfinale ausspielten. Ab dem Viertelfinale ging es bei zweimal 12 Minuten im K.-o.-System weiter und sollte ein Spiel Remis enden, wurde der Sieger in einem Achtmeterschießen ermittelt.
Gespielt wurde mit einem Torwart und vier Feldspieler auf einen 48 mal 25 Meter großen Kunstrasen, der von einer Bande umgeben war.

## Vorrunde

### Gruppe A
Spiele
| Samstag, 17. Januar 1998 um 13.20 Uhr und 15.49 Uhr sowie Sonntag, 18. Januar um 12.20 Uhr |     |               |                                                         |
| FC Schalke 04                                                                              | 3:1 | Fortuna Köln  | Schierenberg, Büskens, Nemec – Niggemann                |
| 1. FC Kaiserslautern                                                                       | 4:0 | Fortuna Köln  | Ballack (2), Ratinho, Schjønberg                        |
| 1. FC Kaiserslautern                                                                       | 3:4 | FC Schalke 04 | Riedl, Schjønberg, Ratinho – Anfang (2), Dybek, Kljujew |

Abschlusstabelle
| Pl. | Mannschaft           | Sp. | S | U | N | Tore    | Diff. | Punkte |
| --- | -------------------- | --- | - | - | - | ------- | ----- | ------ |
| 1.  | FC Schalke 04        | 2   | 2 | 0 | 0 | 007:400 | +3    | 04:0   |
| 2.  | 1. FC Kaiserslautern | 2   | 1 | 0 | 1 | 007:400 | +3    | 02:20  |
| 3.  | Fortuna Köln         | 2   | 0 | 0 | 2 | 001:700 | −6    | 0:40   |

### Gruppe B
Spiele
| Samstag, 17. Januar 1998 um 14.01 Uhr und 16.20 Uhr sowie Sonntag, 18. Januar um 12.51 Uhr |     |                    |                                                            |
| VfL Bochum                                                                                 | 2:2 | SpVgg Unterhaching | Baştürk, Hutwelker – Lust, Garcia                          |
| Werder Bremen                                                                              | 3:2 | SpVgg Unterhaching | Trares, Brand (9-Meter), Labbadia – Zeiler, Lust (9-Meter) |
| Werder Bremen                                                                              | 4:2 | VfL Bochum         | Brand (3), Labbadia, Trares, Skripnik – Baştürk, Peschel   |

Abschlusstabelle
| Pl. | Mannschaft         | Sp. | S | U | N | Tore    | Diff. | Punkte |
| --- | ------------------ | --- | - | - | - | ------- | ----- | ------ |
| 1.  | Werder Bremen      | 2   | 2 | 0 | 0 | 009:400 | +5    | 04:0   |
| 2.  | SpVgg Unterhaching | 2   | 0 | 1 | 1 | 004:500 | −1    | 01:30  |
| 3.  | VfL Bochum         | 2   | 0 | 1 | 1 | 004:800 | −4    | 01:30  |

### Gruppe C
Spiele
| Samstag, 17. Januar 1998 um 14.32 Uhr und 16.51 Uhr sowie Sonntag, 18. Januar um 13:22 Uhr |     |                    |                                                    |
| Fortuna Düsseldorf                                                                         | 4:1 | VfB Stuttgart      | Rietpietsch (2), Zedi, Unger – Raducioiu           |
| Carl Zeiss Jena                                                                            | 1:4 | VfB Stuttgart      | Jüptner, – Soldo, Raducioiu, Akpoborie, Djordjevic |
| Carl Zeiss Jena                                                                            | 0:2 | Fortuna Düsseldorf | Istenic, Niestroj                                  |

Abschlusstabelle
| Pl. | Mannschaft         | Sp. | S | U | N | Tore    | Diff. | Punkte |
| --- | ------------------ | --- | - | - | - | ------- | ----- | ------ |
| 1.  | Fortuna Düsseldorf | 2   | 2 | 0 | 0 | 006:100 | +5    | 04:0   |
| 2.  | VfB Stuttgart      | 2   | 1 | 0 | 1 | 005:500 | ±0    | 02:20  |
| 3.  | Carl Zeiss Jena    | 2   | 0 | 0 | 2 | 001:600 | −5    | 0:40   |

### Gruppe D
Spiele
| Samstag, 17. Januar 1998 um 15.03 Uhr und 17.22 Uhr sowie Sonntag, 18. Januar um 13.53 Uhr |     |               |                                                                          |
| Hansa Rostock                                                                              | 2:2 | FC Gütersloh  | Tomoski, Lange – Löbe, Wagner                                            |
| FC Bayern München                                                                          | 2:4 | FC Gütersloh  | Rizzitelli, Babbel – Wagner, Flock, Landgraf, Lewe                       |
| FC Bayern München                                                                          | 2:6 | Hansa Rostock | Basler (2, davon ein 9-Meter), – Yasser, Dowe, Neuville, Groth (9-Meter) |

Abschlusstabelle
| Pl. | Mannschaft        | Sp. | S | U | N | Tore    | Diff. | Punkte |
| --- | ----------------- | --- | - | - | - | ------- | ----- | ------ |
| 1.  | Hansa Rostock     | 2   | 1 | 1 | 0 | 008:400 | +4    | 03:10  |
| 2.  | FC Gütersloh      | 2   | 1 | 1 | 0 | 006:400 | +2    | 03:10  |
| 3.  | FC Bayern München | 2   | 0 | 0 | 2 | 004:100 | −6    | 0:40   |

## Finalrunde

### Halbfinale
|                    | Ergebnis |               | Torschützen                                  |
| ------------------ | -------- | ------------- | -------------------------------------------- |
| FC Schalke 04      | 4:0      | Werder Bremen | Anfang (2), Büskens, Schierenbeck (Eigentor) |
| Fortuna Düsseldorf | 1:2      | Hansa Rostock | Rietpietsch – Yasser, Baumgart               |

### Spiel um Platz drei
|                                                                                 | Ergebnis |                    |
| ------------------------------------------------------------------------------- | -------- | ------------------ |
| Werder Bremen                                                                   | 4:5      | Fortuna Düsseldorf |
| Brand (2), van Lent, Wiedener – Niestroj (2), Zedi, Rietpietsch (9-Meter), Tare |          |                    |

### Finale
|                                                                | Ergebnis |               |
| -------------------------------------------------------------- | -------- | ------------- |
| FC Schalke 04                                                  | 3:4      | Hansa Rostock |
| Kljujew, Schierenberg, van Hoogdalem – Barbarez, Lange, Yasser |          |               |

## Statistisches
- 83 Tore ({\displaystyle \varnothing } 5,18 pro Spiel) wurden erzielt, wobei sich 51 Spieler als Torschützen auszeichnen konnten.
- Ein Eigentor erzielte Björn Schierenbeck von Werder Bremen.
- Drei Tore (kein Hattrick) in einem Spiel erzielte Christian Brand (Werder Bremen) gegen den VfL Bochum.
- Die Olympiahalle war am Samstag (10.000) und Sonntag (10.000) jeweils ausverkauft.
- Jede Mannschaft erhielt 200.000 DM Startgeld. Preisgelder gab es für Platz 1 (60.000 DM), Platz 2 (40.000 DM), Platz 3 (30.000 DM) und Platz 4 (20.000 DM).

### Torschützenliste
|    | Spieler          | Mannschaft         | Tore |
| -- | ---------------- | ------------------ | ---- |
| 1. | Christian Brand  | Werder Bremen      | 6    |
| 2. | Mike Rietpietsch | Fortuna Düsseldorf | 4    |
| 2. | Markus Anfang    | FC Schalke 04      | 4    |
| 4. | Radwan Yasser    | Hansa Rostock      | 3    |
| 4. | Robert Niestroj  | Fortuna Düsseldorf | 3    |

### Bester Spieler
- Christian Brand (Werder Bremen)

### Bester Torwart
- Martin Pieckenhagen (FC Hansa Rostock)

### Schiedsrichter
- Hartmut Strampe u. a.

## Siegermannschaft
| 1.                     | Hansa Rostock |
| Logo von Hansa Rostock | - Tor: Martin Pieckenhagen, Daniel Klewer - Feldspieler: Timo Lange, Jens Dowe, Borislav Tomoski, Peter Bosz, Martin Groth, Toni Mičevski, Radwan Yasser, Sergej Barbarez, Ralf Ewen, Stefan Studer, Steffen Baumgart, Igor Pamić, Oliver Neuville - Trainer: Ewald Lienen |